# アセロラちゃん
アセロラちゃんは、ニチレイフーズのアセロラ関連商品のマスコット。2009年7月3日より公式ブログの公開、YouTubeでのWebアニメの配信が開始された。誕生日は5月12日（アセロラの日）、血液型はビタミンC型などの公式設定がある。

## Webアニメ
- 声の出演
  - アセロラちゃん（声:名塚佳織[2]）
  - ヒヨコちゃん（声:杉田智和）
- 作画:OHRYS BIRD
- 音楽:すどうゆうき
- 録音スタジオ:studio Don Juan
- 企画製作:ニチレイフーズ
- アニメーション制作:凸版印刷、DLE[3]
- 監督・脚本:まんきゅう[4]
- 各話リスト
  - 第1話 キレイな花の咲かせ方（2009年7月3日配信開始）
  - 第2話 いっしょにトレーニング（2009年7月31日配信開始）
  - 第3話 ラッキークッキー（2009年8月31日配信開始）